# Мохово (Яшкинський округ)
Мо́хово (рос. Мохово) — село у складі Яшкинського округу Кемеровської області, Росія.

## Населення
Населення — 208 осіб (2010; 215 у 2002).
Національний склад (станом на 2002 рік):
- росіяни — 98 %